# Brina Bračko
Brina Bračko (ur. 7 stycznia 2000) – słoweńska siatkarka, grająca na pozycji środkowej. 

## Sukcesy klubowe
Puchar Słowenii:
- 2018, 2020

MEVZA:
- 2019, 2020
- 2018, 2022[1]

Mistrzostwo Słowenii:
- 2018[2][3], 2019
- 2021, 2022[4]